# Ibrahima Thomas
Pour les articles homonymes, voir Thomas.
Ibrahima Thomas, né le 7 février 1987, à Dakar, au Sénégal, est un joueur sénégalais de basket-ball. Il évolue au poste d'ailier fort.

## Biographie
En mars 2023, il signe pour le reste de la saison 2022-2023 avec l'Union sportive monastirienne.
En juin 2023, il quitte l'Union sportive monastirienne avant la finale de la coupe de Tunisie 2023 et rejoint le Beirut Sports Club pour la Super Ligue d'Asie de l'Ouest.

## Palmarès

### Clubs
- Champion de Tunisie : 2018, 2023
- Coupe de Tunisie : 2018, 2023

### Sélection nationale
- 3e du championnat d'Afrique 2013

### Distinctions personnelles
- Meilleur rebondeur de la Ligue africaine 2021